# Ford Crown Victoria
Ford Crown Victoria – samochód osobowy klasy największej produkowany pod amerykańską marką Ford w latach 1991–2011.

## Pierwsza generacja

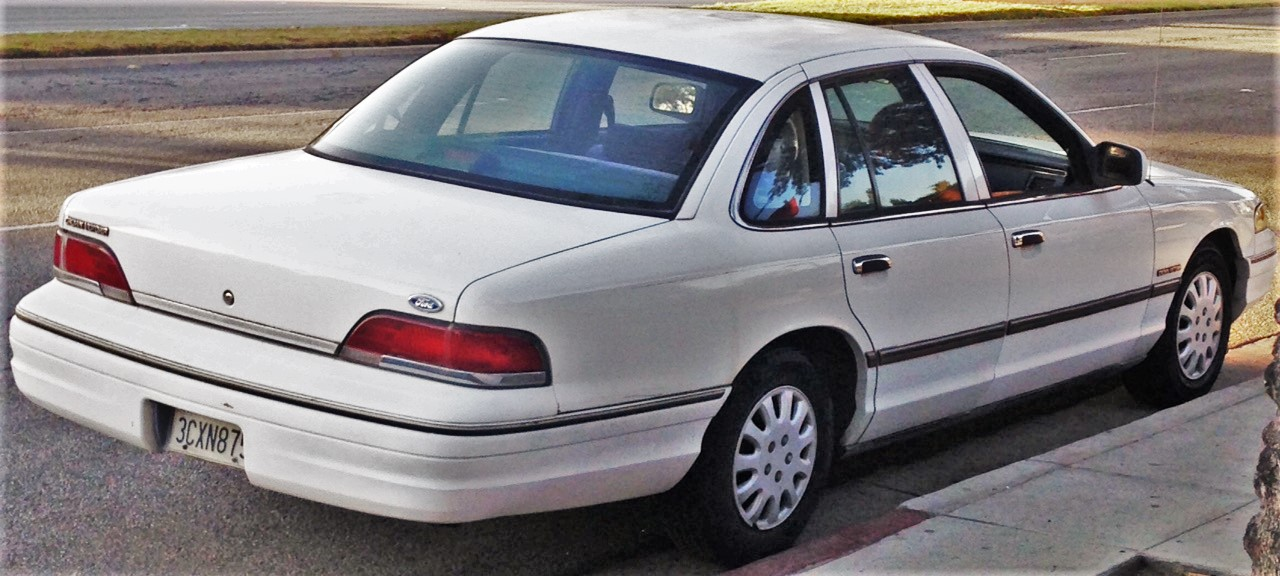
Ford Crown Victoria I - tył

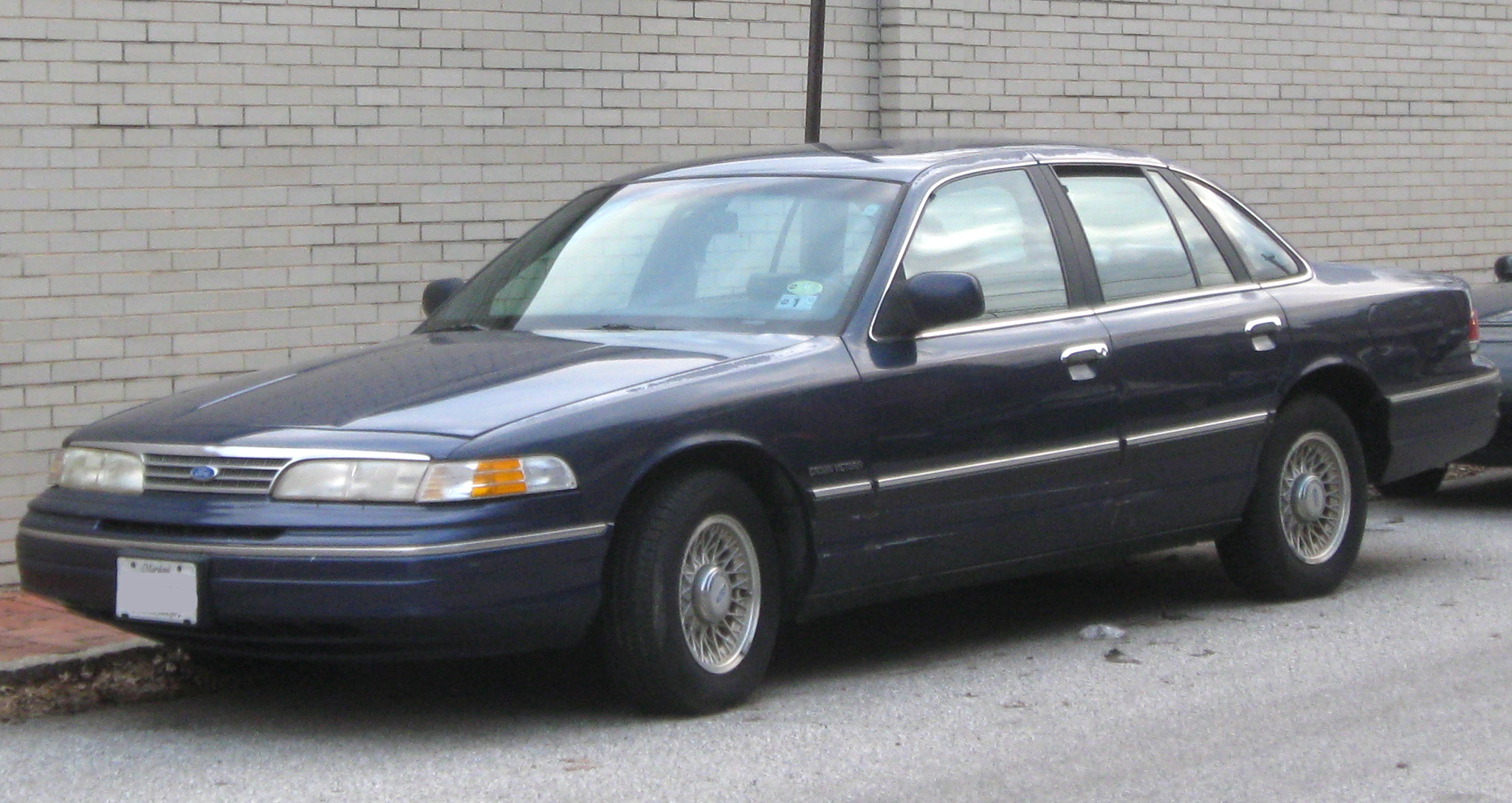
Ford Crown Victoria I po liftingu

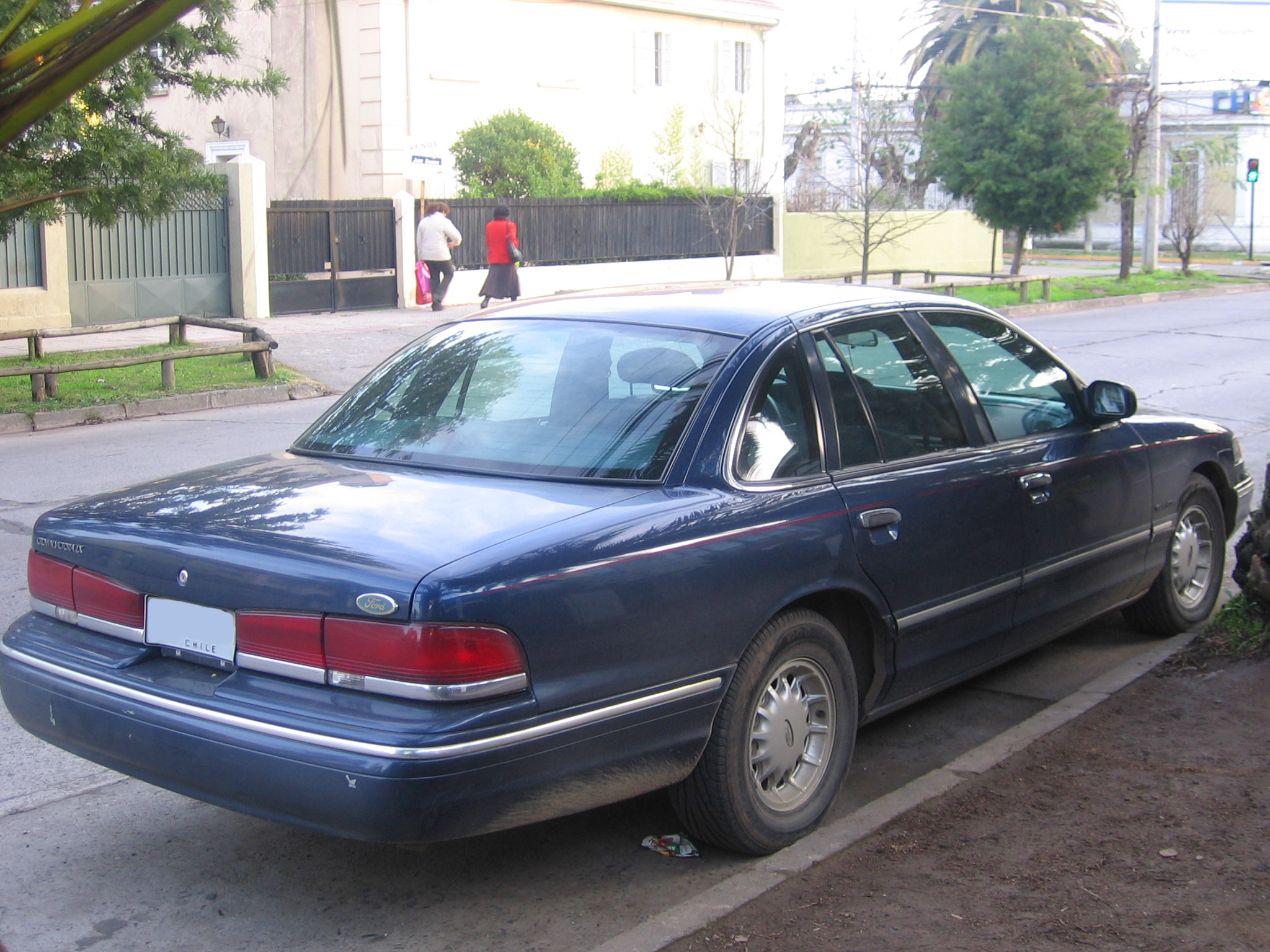
Ford Crown Victoria I - tył po liftingu

Ford Crown Victoria I został zaprezentowany po raz pierwszy w 1991 roku.
W 1992 roku Ford zrezygnował z modelu LTD Crown Victoria, na którym bazowała Crown Victoria. Ford zmienił styl Crown Victorii, wprowadził bardziej zaoblone kształty, co upodobniło ją do mniejszego Taurusa. Dodano także zupełnie nowy 4,6-litrowy silnik V8 Modular.

### Lifting
W 1995 roku modernizacji doczekały się tylne reflektory, przedni grill i deska rozdzielcza, a miejsce numeru rejestracyjnego z tyłu przeniesiono ze zderzaka na klapę bagażnika. Przeprojektowanie nadwozia tego modelu zostało lepiej przyjęte niż radykalna zmiana wyglądu konkurencyjnego Chevroleta Caprice, którego produkcja została następnie zarzucona, co zapewniło Fordowi dominację w tym segmencie.

### Wyposażenie
Od roku 1996 w standardzie pojawiły się poduszki powietrzne dla kierowcy i pasażera, system otwierania pojedynczym kluczykiem, chowana antena, ogrzewanie tylnej szyby oraz przyciemniane szyby. Pakiet Handling and Performance Package z lepszymi oponami, systemem ABS oraz kontroli trakcji były dostępne jako opcja. Dodatkowo w droższej wersji LX dostępna była klimatyzacja oraz radio firmy JBL. W wersji na rok 1997 poprawiono układ kierowniczy.

### Silnik
- V8 4.6l SOHC Modular

## Druga generacja

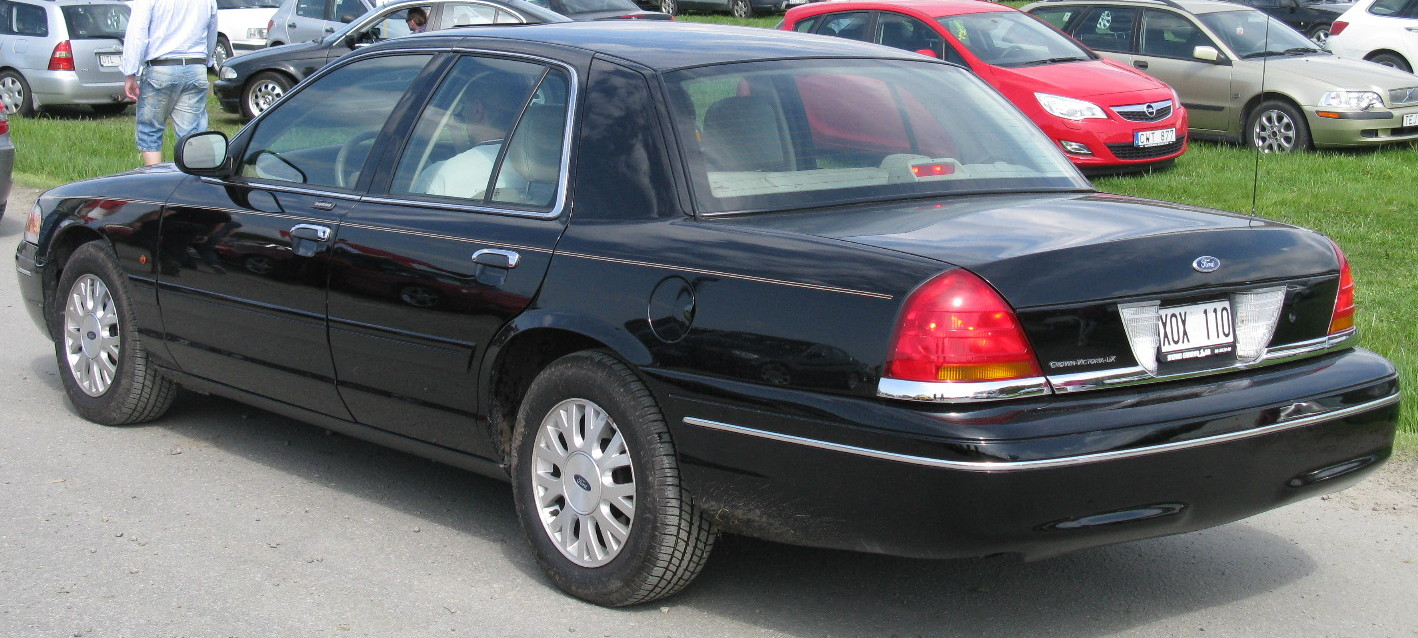
Ford Crown Victoria II - tył

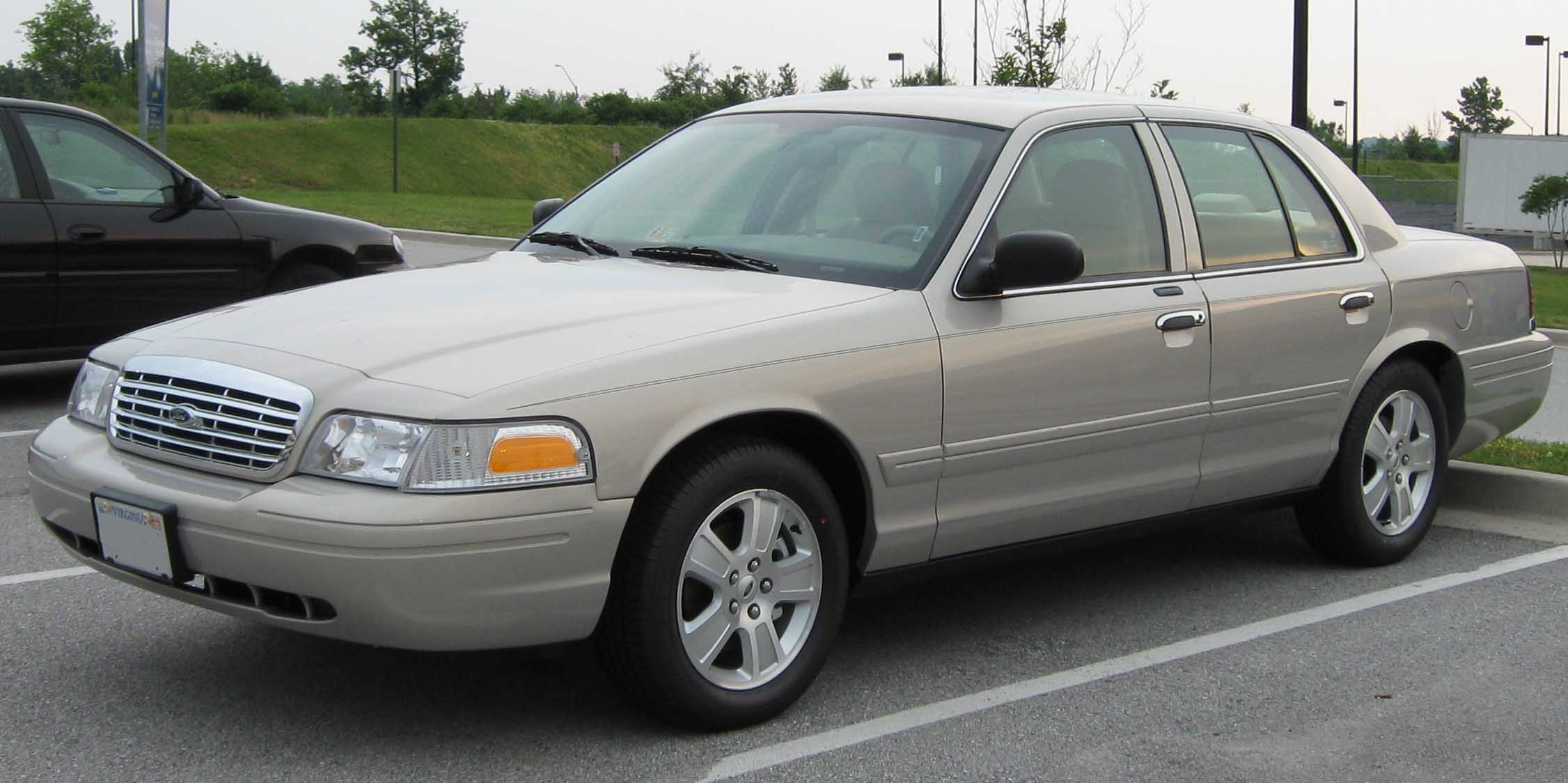
Ford Crown Victoria II po liftingu

Ford Crown Victoria II został zaprezentowany po raz pierwszy w 1997 roku.
W 1998 roku kompletnie zmieniono stylizację modelu, a także zmodernizowano zawieszanie i zapłon. Auto zdecydowanie lepiej trzymało się drogi niż poprzednik lecz odbiło się to na dopuszczalnej masie holowania przyczepy, która zmalała. Zwiększył się natomiast rozstaw osi. W 1998 roku wprowadzono również standardowe 16-calowe felgi głównie z powodu znacznie większych niż do tej pory hamulców.

### Lifting
Po 2003 roku zmodernizowano zawieszenie (pojedyncze resory zamiast podwójnych, używanych jeszcze od lat sześćdziesiątych) także dla wersji policyjnych (lepsze prowadzenie w stosunku do cywilnej wersji i łatwiejsza obsługa techniczna). W 2004 roku modernizacji poddana została automatyczna skrzynia biegów, po raz pierwszy w tym modelu pojawiły się laminowane szyby. Rocznik 2005 nie różnił się poza tym, że zrezygnowano z anteny wbudowanej w ogrzewanie tylnej szyby na rzecz tradycyjnej. Zmianę tę cofnięto w 2006 roku. W 2007 roku Ford wprowadził radio z CD oraz system wejścia bezkluczykowego jako standard dla wszystkich wersji.

### Sprzedaż
W 2008 roku Ford przeznaczył model Crown Victoria tylko do sprzedaży flotowej, rezygnując z detalicznej, głównie w celu wypromowania świeżo wprowadzonego Taurusa. Zapowiadana była modernizacja samochodu na rocznik 2009, jednak model ten został zaprezentowany bez większych zmian.
Ford Motor Company definitywnie zaprzestał po 32 latach produkcji linii modelowej najpierw LTD Crown Victoria, a potem Crown Victoria. Ostatni egzemplarz zjechał z taśmy 15 września 2011 roku o godzinie 12:25 z numerem nadwozia 2FABP7CW8CX104292. Pojazd ten trafił do odbiorcy w Arabii Saudyjskiej. Samochód był popularny w policji i jako taksówka.

### Silnik
- V8 4.6l SOHC Modular